# 42 de la Balança
42 de la Balança és una estrella solitària situada a uns 370 anys llum de distància del Sol a la constel·lació zodiacal sud de Balança. És visible a ull nu com una estrela feble de color taronja amb una magnitud visual aparent de 4,97. Aquest objecte va a la deriva i s'acosta cap a la Terra amb una velocitat radial heliocèntrica de -22 km/s.
Es tracta d'una estrella gegant envellida amb un tipus espectral K3-III CN2, on la notació del sufix indica que es tracta d'una estrella de CN fort amb una alta sobreabundància de cianogen al seu espectre. Després d'haver esgotat l'hidrogen al nucli, aquesta estrella s'ha expandit fins a 26 vegades el radi solar. Dins del marge d'error, té abundància de ferro gairebé com la solar, cosa que suggereix una metal·licitat semblant al Sol. L'estrella radia 214 vegades la lluminositat solar des de la seva fotosfera inflada a una temperatura efectiva de 4.332 K.